# Paramelora
Paramelora là một chi bướm đêm thuộc họ Geometridae.